# Abadzechen

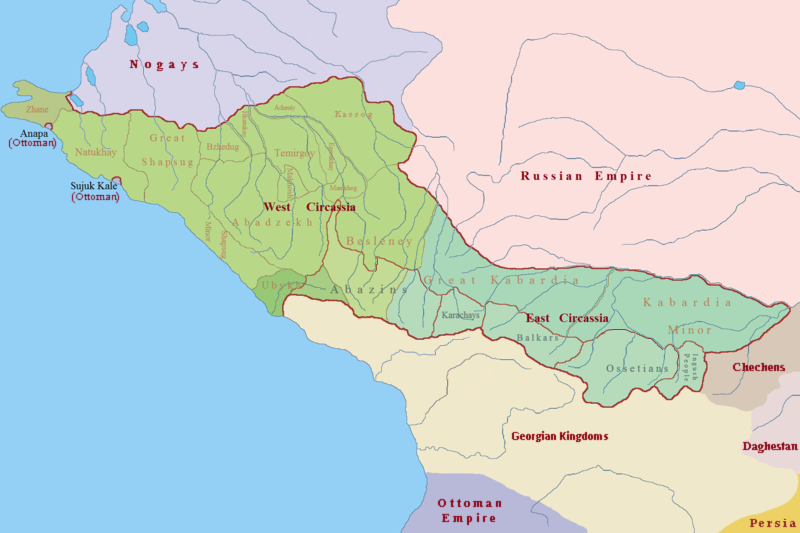
Historische Siedlungsgebiete der Tscherkessenstämme 1750 und verbündeter Sprachgruppen (dicker abgegrenzt). Im hellgrünen Gebiet zentral, die Abadzechen.

Die Abadzechen oder Abzachen (adygeisch абдзах, russisch абадзехи) sind einer der zwölf alten Stämme der Tscherkessen. Sie sind nach den Kabardinern der zweitgrößte Tscherkessen-Stamm in der Türkei, in der Diaspora und in der Welt allgemein. Die überwiegende Mehrheit von ihnen – etwa 500.000 Menschen, die von Muhacir des Kaukasuskrieges abstammen – lebt außerhalb der Heimat in der Türkei. Die restliche Bevölkerung verteilt sich in Israel, Jordanien, Russland, Syrien und anderen Ländern. Ursprünglich wohnten die Abadzechen im Nordkaukasus in den Tälern des Kurdschips, Pschecha, Pschisch und Psekups, im Grenzgebiet der heutigen russischen Republik Adygeja und der Region Krasnodar. 
Die Abadzechen sprechen einen Unterdialekt (adygeisch Абдзахэбзэ) der Adygeischen Sprache, der etablierten Schriftsprache der westlichen Tscherkessen. Der abadzechische Dialekt wird fast nur noch in Dörfern gesprochen, die fast ausschließlich von Abadzechen bewohnt sind. Die Hauptreligion der Abadzechen ist der sunnitische Islam. Traditionell leben die Abadzechen von Landwirtschaft und Viehzucht.